# Astragalus francisquitensis
Astragalus francisquitensis är en ärtväxtart som beskrevs av Marcus Eugene Jones. Astragalus francisquitensis ingår i släktet vedlar, och familjen ärtväxter. Inga underarter finns listade i Catalogue of Life.